# Якоб Ловренчич
Якоб Ловренчич (1787, Загреб — 27 січня 1842, Вараждин) — хорватський письменник,   який писав на кайкавському наріччі хорватської мови.

## Біографія
Якоб Ловренчич народився в Загребі. Деякий час був провізором у дворянскій родині Драшковичів у Тракошчані, потім службовцем на Каптолі (районі, де розміщується Загребська архідіоцезія) та у графині Катаріни Патачич (котра відома також як поетеса, що творила на межі 18 та 19 століть; нині в Хорватії  є літературна премія її імені, за кращу книгу року, написану на кайкавському наріччі). Всі свої твори Ловренчич писав на кайкавському наріччі, та не пристав до популярного в першій половині ХІХ століття  суспільно-політичного і культурного руху ілліристів    (поширеного у Хорватії та Славонії, з головною метою літературно-мовного, а пізніше й  політичного об'єднання південних слов'ян).
Після переселення у Вараждин десять років редагував вараждинський Хорватський Календар (1831—1839 рр.), у якому видав і всі свої книги. Займався перекладами та переробками (охорвачуванням) драм популярних на той час німецьких літераторів — драматурга та романіста Аугуста Коцебу та  католицького письменника та філософа Карла фон Еккартсгаузена, які у ХІХ столітті охоче гралися на сценах вараждинської семінарії, загребського театру та театральними любителями. Твори збірки, що мають спільну назву «Короткі оповіді», характерні  релігійно-моралізаторським напрямом. Найвідомішим твором письменника є «Петріца Керемпух або Діяння та життя людини проклятої», написаний з образу Тіля Уленшпігеля.